# Latitudes des chevaux

Schéma montrant la position relative des latitudes des chevaux sur le globe terrestre.

Les latitudes des chevaux (de l'anglais Horse latitudes) sont les latitudes subtropicales comprises entre 30 et 35 degrés au nord ou au sud de l'équateur, sur le globe terrestre. Il s'agit d'une zone d'anticyclones dynamiques semi-permanents, appelée crête subtropicale, une zone qui reçoit très peu de précipitations ainsi qu'un ensoleillement quasi permanent créée par la cellule de Hadley, où les vents sont faibles et variables.
Les latitudes des chevaux sont associées à l'anticyclone subtropical. La ceinture de l'hémisphère nord est parfois appelée "le calme du Cancer" et celle de l'hémisphère sud, le "calme du Capricorne".

## Situation
Les latitudes des chevaux et plus précisément la crête subtropicale génèrent les vents dominants des latitudes moyennes (vents d'ouest) et des régions tropicales (alizés). Elle se nomme donc également région des calmes subtropicaux. Les latitudes des chevaux sont associées aux anticyclones dynamiques subtropicaux et à la descente d'air (subsidence) à grande échelle venu des courants d'air de haute altitude se déplaçant vers les régions polaires.
« Les marins ont divisé la mer en régions appelées de noms particuliers, tirés des positions des vents. Ainsi les parages des vents alizés, ceux des vents variables les horse latitudes (Latitude des chevaux), Pot au noir, etc. Les horse latitudes sont sur la limite nord des vents alizés et bordent la région des calmes. » (Géographie physique de la mer, Volume 1, chap. x, p. 300. Matthew Fontaine Maury, J. Corréard ed., 1858).

## Origine du terme
Une explication plausible et documentée est que le terme est dérivé de la tradition du « cheval mort » (à l'origine de l'expression « battre un cheval mort »). Dans cette tradition de la marine à voile, le marin promène une effigie de cheval autour du pont, avant de le jeter à la mer. Les marins étaient payés en partie à l’avance avant un long voyage et ils dépensaient souvent leur salaire en une fois, y compris leur avance sur salaire, ce qui se traduisait à bord par une période de temps sans revenu. Cette période s'appelait le « cheval mort », et durait généralement un mois ou deux. La cérémonie du marin avait pour but de célébrer le règlement de la dette du « cheval mort ». Comme la navigation en provenance de l'Europe à destination de l'ouest atteignait généralement les régions subtropicales à peu près au moment où le «cheval mort» était éliminé, la latitude était associée à la cérémonie.
Le terme a fait l'objet d'explications qui relèvent de l'étymologie populaire.
Pour certains, l'origine de ce terme remonterait à l'époque où les bateaux à voile espagnols comptaient dans leur cargaison de nombreux chevaux destinés aux Antilles. Ces navires restaient parfois immobilisés par l'absence de vents au milieu de l'océan dans ces latitudes (30/35°N). Ces contre-temps entraînaient des pénuries d'eau et de nourriture et l'équipage était parfois contraints de jeter des chevaux par-dessus bord pour économiser leurs vivres.  
« Ce sont les latitudes des chevaux, horse latitude ; les navigateurs des derniers siècles jetaient là les chevaux à la mer, en temps d’orage pour s’alléger, en temps de calme pour économiser la provision d’eau. » (Victor Hugo, Les Travailleurs de la mer, 1re partie, livre iv chapitre vi).
Pour d'autres le nom vient de la marine anglaise :
« Ces régions ont été appelées ainsi parce que des navires allant de la Nouvelle-Angleterre aux Indes - Occidentales avec des chargements de chevaux, étant tenus trop longtemps dans les calmes du Cancer, ont été obligés de jeter leur cargaison par-dessus le bord à cause du manque d'eau. » (Géographie physique de la mer, Volume 1, chap. x, p. 300. Matthew Fontaine Maury, J. Corréard ed., 1858).
Le nom pourrait aussi provenir de la légende selon laquelle lorsque le navire était encalminé et l'approvisionnement alimentaire était insuffisant, les chevaux à bord du navire étaient tués et mangés afin d'empêcher la famine.
Une autre explication est que les chevaux y succombaient à la chaleur excessive.
« Nous nous trouvions dans cette partie de l'océan que les marins espagnols désignent sous le nom de latitude des chevaux, parce que, dit-on, à l'époque où ils s'établirent dans le nouveau monde, le calme y surprenait fréquemment leurs navires, et les chevaux qui composaient leurs cargaisons, périssant alors de chaleur, y étaient jetés à la mer par centaines. » (“A” la mer!, Mayne Reid, Hachette, 1867).

## Climat
Les conditions de temps constamment chaud, sec et ensoleillé trouvées aux alentours de la crête subtropicale et des latitudes des chevaux contribuent à l'existence de déserts subtropicaux, comme le Sahara en Afrique, le sud-ouest des États-Unis, le nord du Mexique et certaines parties du Moyen-Orient dans l'hémisphère nord ; ainsi que le désert d'Atacama, le désert du Kalahari et le désert australien dans l'hémisphère sud.
La crête subtropicale se déplace vers le pôle pendant l’été, atteignant sa latitude la plus septentrionale au début de l’automne, avant de se déplacer vers l'équateur pendant la saison froide. La migration de la crête subtropicale vers l’équateur pendant la saison froide est due à l’augmentation des différences de température nord-sud entre les pôles et les tropiques.
L'oscillation climatique sud El Niño (ENSO) peut déplacer la crête subtropicale de l'hémisphère nord, La Niña permettant un axe plus au nord de la crête, tandis que El Niño montre des crêtes plus plates et plus au sud. Le changement de position de la crête pendant les cycles ENSO modifie les traces des cyclones tropicaux qui se forment autour de leurs périphéries équatoriale et occidentale.
La plupart des cyclones tropicaux se forment sur le côté de la crête subtropicale le plus proche de l'équateur, puis se déplacent au-delà de l'axe de la crête avant de revenir dans la ceinture principale des vents d'ouest dominants.
Les variations de position et de force de la crête subtropicale, peuvent renforcer ou réduire les régimes de mousson.